# 第7回ゴールデンラズベリー賞
第7回ゴールデンラズベリー賞は、第59回アカデミー賞授賞式前日の1987年3月29日にハリウッド・ルーズベルト・ホテルで発表・授賞式が行われた。
ラジー賞史上初めて最低作品賞が2作品の同着となり、『ハワード・ザ・ダック/暗黒魔王の陰謀』、『プリンス/アンダー・ザ・チェリー・ムーン』がそれぞれ受賞した。また、この回から最低音楽賞が廃止された。

## 受賞とノミネートの一覧
受賞は太字、それ以外はノミネートである。

### 最低作品賞
- ブルー・シティ 非情の街
- コブラ
- ハワード・ザ・ダック/暗黒魔王の陰謀（分け）
- 上海サプライズ
- プリンス/アンダー・ザ・チェリー・ムーン（分け）

### 最低男優賞
- エミリオ・エステベス - 地獄のデビルトラック
- ジャド・ネルソン - ブルー・シティ 非情の街
- ショーン・ペン - 上海サプライズ
- プリンス - プリンス/アンダー・ザ・チェリー・ムーン
- シルヴェスター・スタローン - コブラ

### 最低女優賞
- キム・ベイシンガー - ナインハーフ
- ジョアン・チェン - タイパン
- マドンナ - 上海サプライズ
- ブリジット・ニールセン=スタローン - コブラ
- アリー・シーディ - ブルー・シティ 非情の街

### 最低助演男優賞
- ジェローム・ベントン - プリンス/アンダー・ザ・チェリー・ムーン
- ピーター・オトゥール - クラブ・パラダイス
- ティム・ロビンス - ハワード・ザ・ダック/暗黒魔王の陰謀
- ブライアン・トンプソン - コブラ
- スコット・ウィルソン - ブルー・シティ 非情の街

### 最低助演女優賞
- ドム・デルイーズ - 呪われたハネムーン
- ルイーズ・フレッチャー - スペースインベーダー
- ゼルダ・ルビンスタイン - ポルターガイスト2
- ビアトリス・ストレイト - キングの報酬
- クリスティン・スコット・トーマス - プリンス/アンダー・ザ・チェリー・ムーン

### 最低監督賞
- ジム・ゴダード - 上海サプライズ
- ウィラード・ハイク - ハワード・ザ・ダック/暗黒魔王の陰謀
- スティーヴン・キング - 地獄のデビルトラック
- ミシェル・マニング - ブルー・シティ 非情の街
- プリンス - プリンス/アンダー・ザ・チェリー・ムーン

### 最低脚本賞
- コブラ - シルヴェスター・スタローン、原作のポーラ・ゴズリング
- ハワード・ザ・ダック/暗黒魔王の陰謀 - ウィラード・ハイク、グロリア・カッツ、原案のスティーヴ・ガーバー
- ナインハーフ - パトリシア・ノップ、ザルマン・キング、サラ・ケルノチャン、原作のエリザベス・マクニール
- 上海サプライズ - ジョン・コーン、ロバート・ベントリー、原作のトニー・ケンリック
- プリンス/アンダー・ザ・チェリー・ムーン - ベッキー・ジョンストン

### 最低新人賞
- アヒルの着ぐるみを着て奮闘した6人の諸君 - ハワード・ザ・ダック/暗黒魔王の陰謀
- ジョアン・チェン - タイパン
- ミッチ・ゲイロード - 愛と栄光の旅立ち アメリカン・デュエット
- クリスティン・スコット・トーマス - プリンス/アンダー・ザ・チェリー・ムーン
- ブライアン・トンプソン - コブラ

### 最低主題歌賞
- "Howard The Duck" - ハワード・ザ・ダック/暗黒魔王の陰謀
- "I Do What I Do" - ナインハーフ
- "Life in a Looking Glass" - That's Life!
- "Shanghai Surprise" - 上海サプライズ
- "Love or Money" - プリンス/アンダー・ザ・チェリー・ムーン

### 最低視覚効果賞
- 視覚効果：ILM - ハワード・ザ・ダック/暗黒魔王の陰謀
- 視覚効果・特殊効果：ジョン・ダイクストラ、スタン・ウィンストン - スペースインベーダー
- クリーチャー造形：カルロ・ランバルディ - キングコング2

### 最低功績賞
- ゴムでできたサメのブルース - ジョーズ、ジョーズ2、ジョーズ3